# موتور مراد نارويي
موتور مراد نارويي (بالإنجليزية: Mowtowr-e Morad Naruyi)‏ هي منطقة سكنية تقع في سيستان وبلوتشستان في إيران. يقدر عدد سكانها بـ 39 نسمة .